# Siempre en domingo (TVE)
Siempre en domingo va ser un programa de televisió emès per Televisió Espanyola en la temporada 1971-1972. Es va basar al programa mexicà Siempre en domingo.
Típic programa contenidor per a la tarda dels diumenges en el qual s'alternaven entrevistes, notícies, concursos (Los cinco magníficos i Jaque a la orquesta), humor i sèries de ficció (La chica de la tele, Randall, el justiciero, Los dos mosqueteros) i les secciones Zoo loco, Mundo Camp i A todo ritmo.
El programa va començar sent dirigit i presentat per Manuel Martín Ferrand, acompanyat per Antolín García, Joaquín Prat, Maribel Alonso, Joaquín Díaz Palacios, Mercedes Ibáñez i, la més tard famosa cantant, Paloma San Basilio, en el seu debut en televisió. El 1972 es va produir una renovació, quan Martín Ferrand va abandonar el programa. Siempre en domingo passà a mans de Juan Antonio Fernández Abajo, Marisol González, Isabel Bauzá, Pilar Cañada, Clara Isabel Francia i José Luis Uribarri.